# Dena Grayson
Dena Grayson, nascuda Dena Minning (Melbourne, Florida, 5 de gener de 1971) és una metgessa, investigadora i política estatunidenca. Experta en malalties virals, sobretot del virud d'Ebola, té un paper preponderant pel que fa a la informació sobre prevenció de l'epidèmia per coronavirus de 2019-2020.